# 145593 Xántus
A 145593 Xántus (ideiglenes jelöléssel (145593) 2006 QE1) a Naprendszer kisbolygóövében található aszteroida. Sárneczky Krisztián fedezte fel 2006. augusztus 18-án.